# Hajdúhadház
Hajdúhadház  este un oraș în districtul Hajdúhadház, județul Hajdú-Bihar, Ungaria, având o populație de 12.945 de locuitori (2011). 

## Demografie
Componența etnică a orașului Hajdúhadház
     Maghiari (82,9%)
     Romi (16,24%)
     Necunoscut (0,17%)
     Alții (0,69%)
Componența confesională a orașului Hajdúhadház
     Fără religie (34,45%)
     Reformați (32,97%)
     Romano-catolici (2,77%)
     Greco-catolici (1,78%)
     Necunoscută (27,42%)
     Alte religii (7,6%)
Conform recensământului din 2011, orașul Hajdúhadház avea 12.945 de locuitori. Din punct de vedere etnic, majoritatea locuitorilor (82,9%) erau maghiari, cu o minoritate de romi (16,24%). Apartenența etnică nu este cunoscută în cazul a 0,17% din locuitori. Nu există o religie majoritară, locuitorii fiind persoane fără religie (34,45%), reformați (32,97%), romano-catolici (2,77%) și greco-catolici (1,78%). Pentru 27,42% din locuitori nu este cunoscută apartenența confesională.

## Orașe înfrățite
- Łęczna, Polonia din  1996